# Caledonian-Airways-Flug 153
Der Caledonian-Airways-Flug 153 (Flugnummer CA153, Funkrufzeichen: CALEDONIAN 153) war ein Charterflug der Caledonian Airways vom Flughafen Lourenço Marques in Maputo nach Luxemburg mit planmäßigen Zwischenstopps in Douala und Lissabon, der am 4. März 1962 durchgeführt wurde. Auf dem Flug kam es zu einem schweren Unfall, als die eingesetzte Maschine vom Typ Douglas DC-7 beim Start vom Flughafen Douala zum Weiterflug kurz nach dem Start Bäume streifte und abstürzte. Bei dem Unfall kamen alle 111 Menschen an Bord ums Leben. Bis zum Jahr 2007, als auf dem Kenya-Airways-Flug 507 insgesamt 114 Menschen starben, handelte es sich um den schwersten Flugunfall in Kamerun.

## Maschine
Bei der betroffenen Maschine handelte es sich um eine Douglas DC-7C mit der Modellseriennummer 754 und der Werknummer 45160, die 1957 im Werk von Douglas Aircraft in Santa Monica, Kalifornien endmontiert wurde. Das Roll-Out der Maschine erfolgte am 10. Januar 1957. Die Maschine wurde an Sabena ausgeliefert und mit dem Luftfahrzeugkennzeichen OO-SFD zugelassen. Sie wurde dann an Persian Air Services verleast, bei der sie das Kennzeichen EP-ADU erhielt, es folgte ab dem 24. November 1961 ein Leasing an Caledonian Airways, bei der die Maschine mit dem Kennzeichen G-ARUD zugelassen wurde. Das viermotorige Langstreckenflugzeug war mit vier Sternmotoren des Typs Wright R-3350 ausgestattet. Bis zum Zeitpunkt des Unfalls hatte die Maschine eine Gesamtbetriebsleistung von 14.548 Betriebsstunden absolviert.

## Passagiere und Besatzung
Den Flug auf dem betroffenen Flugabschnitt hatten 101 Passagiere angetreten. Die Besatzung bestand aus 10 Mitgliedern, darunter drei Flugkapitänen, davon einen im Rang des Flugkapitäns und zweien im Rang des Ersten Offiziers, einem Navigator, drei Flugingenieuren, einer Purserin und zwei Flugbegleiterinnen.
- Der 41-jährige Flugkapitän Arthur Williams verfügte über 11.587 Stunden Flugerfahrung, wovon er 287 Stunden im Cockpit der Douglas DC-7 abgeleistet hatte.
- Der 39-jährige Erste Offizier Allen Frost verfügte über 10.249 Stunden Flugerfahrung, davon hatte er 227 Stunden Flugzeit in der Douglas DC-7 absolviert.
- Der andere Erste Offizier, Gerald Walman, war ebenfalls 39 Jahre alt und verfügte über 7.187 Stunden und 30 Minuten Flugerfahrung, wovon er 187 Stunden und 30 Minuten in Cockpits von Maschinen des Typs Douglas DC-7 abgeleistet hatte.
- Der Flugingenieur Thomas McArthur war als Erster Flugingenieur an Bord der Douglas DC-7 zertifiziert. Er verfügte über 2772 Stunden Flugerfahrung mit der Douglas DC-7.
- Der Flugingenieur Peter Dean war als Zweiter Flugingenieur an Bord der Douglas DC-7 zertifizier. Er verfügte über 242 Stunden Flugerfahrung mit diesem Flugzeugtyp.
- Der Flugingenieur Albert Legg war noch nicht für die Douglas DC-7 zertifiziert und hatte bis zum Unfallzeitpunkt 28 Stunden Flugerfahrung mit diesem Flugzeugtyp absolviert.
- Flugnavigator war Francis Strong
- Edith Tiplady war die Purserin auf dem Flug
- Die Flugbegleiterinnen waren Elisabeth Barrie und Ruth Macpherson

## Wetter
Am Tag des Unfalls herrschten warme und feuchte Wetterbedingungen in Douala. Die Temperatur betrug 28,8 °C, während die Luftfeuchtigkeit bei 79 % lag. Der Wind wehte mit einer Geschwindigkeit von 5 Knoten aus westlicher Richtung (260°). Die Sichtweite betrug 15 Kilometer. In Bezug auf die Bewölkung gab es mehrere Wolkendecken: In 400 Metern Höhe war der Himmel zu 3/8 mit Trichterwolken bewölkt, während in 600 Metern Höhe 2/8 der Wolkenfläche als stratusartig beschrieben wurden. In 1.500 Metern Höhe waren 2/8 der Wolken als Cumulonimbus in südwestlicher Richtung sichtbar, was auf mögliche Gewitter hinwies. In 4.000 Metern Höhe war die Bewölkung mit 7/8 als Altostratus (Ac) und Altocumulus (As) gegeben, was eine signifikante Wolkenbedeckung in höheren Atmosphärenschichten darstellte. Die Sichtweiten betrugen 15 Kilometer, der barometrische Druck 1.010 mbar.

## Unfallhergang
Die Maschine befand sich auf einem Sondercharterflug im Auftrag der Trans Africa Air Coach aus London und hatte zuvor einen Zwischenstopp in Lourenço Marques (heute Maputo) in Mosambik eingelegt, nachdem sie am 1. März 1962 in Luxemburg (LUX) gestartet war. Die DC-7 war schwer beladen und in Douala herrschten zum Unfallzeitpunkt hohe Temperaturen und eine hohe Luftfeuchtigkeit.
Die Maschine startete um 19:20 Uhr Ortszeit (18:20 GMT) vom Flughafen Douala, Kamerun.
Zum Zeitpunkt des Starts war es bereits dunkel, da die Abenddämmerung an diesem Tag um 17:56 Uhr endete. Die DC-7C rollte zur Startposition der Landebahn 12. Ein Fluglotse berichtete später, dass die Landescheinwerfer des Flugzeugs während des Starts nicht eingeschaltet gewesen waren, was für einen Nachtstart ungewöhnlich war. Das Flugzeug setzte zum Start an und führte einen ungewöhnlich langen Startlauf durch, für den es etwa 2.300 Meter der insgesamt 2.850 Meter verfügbarer Startbahnlänge benötigte.
Nach dem Abheben hatte die Maschine Schwierigkeiten, an Höhe zu gewinnen. Die Anti-Kollisionsleuchte des Flugzeugs war zunächst in niedriger Höhe sichtbar, bevor sie hinter den Bäumen verschwand. Fünf Sekunden später erhellte ein Feuer den Himmel. Die linke Tragfläche und die linke Seite des Rumpfes des Flugzeugs prallten etwa 2100 Meter hinter dem Startbahnende und etwa 460 Meter links der Anfluggrundlinie in einer Höhe von etwa 22 Metern gegen die ersten Baumwipfel des angrenzenden Waldes. Das Flugzeug befand sich zu diesem Zeitpunkt in einem nahezu ebenen Flugzustand, leicht nach links geneigt.
Nach dem ersten Aufprall ging die DC-7C in einen steilen Sturzflug über, wobei die linke Tragfläche weiter nach unten zeigte und die Baumkronen über eine Strecke von etwa 130 Metern abgerissen wurden. Schließlich stürzte das Flugzeug mit einem Nickwinkel von etwa −25 Grad und einem gleichzeitigen linkswärtigen Rollwinkel in ein Sumpfgebiet, wo es aufprallte und sofort explodierte. Durch den Aufprall wurden Treibstoff und Öl freigesetzt, die sich über die Oberfläche des Bachs ergossen und in Brand gerieten. Das Feuer zerstörte die Teile des Wracks, die im Wasser versanken. Alle 111 Insassen – 10 Besatzungsmitglieder und 101 Passagiere – kamen ums Leben.

## Ursache
Die Untersuchung des Unfalls wurde von einer Kommission durchgeführt, die versuchte, die genaue Ursache für das Ereignis zu ermitteln. Obwohl zahlreiche Expertenuntersuchungen und Tests sowohl am Boden als auch in der Luft durchgeführt wurden, konnte die Kommission die genaue Ursache des Unfalls aufgrund der schwer beschädigten Wrackteile und der schwierigen Bergung aus dem Sumpfgebiet nicht mit absoluter Sicherheit feststellen.
Die Kommission fand jedoch Hinweise darauf, dass ein Mechanismus der Höhenruder-Stellfeder vor dem Aufprall blockiert haben könnte. Diese Blockade könnte zu ungewöhnlichen Steuerkräften beim Start geführt haben, was eine verlängerte Startstrecke und das Risiko eines Höhenverlustes nach dem Einfahren der Vorflügel zur Folge gehabt haben könnte. Tests mit Flugzeugen der gleichen Bauart bestätigten diese Möglichkeit.
Weitere Faktoren, die die Situation verschärft haben könnten, waren etwa das gewählte Verfahren zur Geschwindigkeitserhöhung in Form eines verlängerten Startlaufs, der dazu führte, dass das Flugzeug in niedriger Höhe flog. Ferner kritisierten die Ermittler die Tatsache, dass während des Einziehens der Vorflügel kein Steigflug beibehalten wurde. Gemäß der von Caledonian Airways angewandten SABENA-Prozedur zum Einfahren der Vorflügel hatte es keine Angaben zur Mindestflughöhe für das Einfahren der Vorflügel gegeben. Der rechte Pilotensitz sei zudem durch einen Prüfkapitän besetzt gewesen, dessen Aufmerksamkeit möglicherweise stärker auf die Handlungen des Kapitäns als auf die Instrumente auf seinem eigenen Panel gerichtet war.
Die Kommission konnte einen möglichen Instrumentenausfall als Ursache des Unfalls nicht vollständig ausschließen, da die Instrumente entweder zu stark beschädigt waren oder nicht geborgen werden konnten.